# Sernovódskoie (Txetxènia)
|  | Per a altres significats, vegeu «Sernovódskoie». |

Sernovódskoie (en rus: Серноводское, en txetxè: Эна-Хишка) és un poble de la República de Txetxènia, a Rússia, que en el cens del 2010 tenia 10.805 habitants. Pertany al districte rural de Sernovódskoie.